# 괴정역
괴정역(Goejeong station, 槐亭驛)은 대한민국 부산광역시 사하구 괴정동에 있는 부산 도시철도 1호선의 전철역이다.

## 역사
- 1994년 6월 23일 : 부산 도시철도 1호선 개통과 함께 영업 개시

## 특징
괴정사거리에 역이 소재하고 있다. 인근에 괴정시장, 사하도서관, 뉴코아아울렛 괴정점 등이 있으며, 괴정동이 최근에 번화함에 따라 이용객이 제법 많은 편이다. 주로 괴정동 주민과 감천동 주민이 이 역을 많이 이용한다. 본래 다대선 연장 개통 전에는 장림동, 다대동, 구평동의 주민들도 96번 시내버스를 타고, 환승하여 이 역을 많이 이용했으나 2017년 4월 20일에 다대선이 연장 개통 되면서 장림동, 다대동 주민들이 더 이상 이 역을 거의 이용하지 않게 되었다. 이에 따라 장림동, 다대동의 수요가 크게 분산되어 이용률이 크게 감소하였다. 하지만 구평동. 감천동 주민들은 여전히 이 역을 많이 이용하는 편이다. 이 역에서 시내버스로 환승해 구평동이나 감천동으로 접근하려면 6번 출구로 나간 후 인근의 괴정4거리 시내버스 정류장에서 6번, 16번, 96번 시내버스를 이용해 접근하면 되며, 1번 출구로 나간 후 바로 앞의 마을버스 정류장에서 사하구2번과 사하구2-2번을 통해 승학로 및 괴정 양지마을, 사하도서관 쪽으로 접근이 가능하다. 
최근 5번 출입구에 에스컬레이터가 완공되었다.

## 역명의 유래
조선시대 18세기에, 다대첨사의 폭정과 동래부사의 가렴주구가 심하여 이 마을 사람들이 살아가기가 힘들게 되자 마을 사람들이 팔정자(八亭子)나무 밑에 모여 이를 성토하고 항거하다가 죽임을 당하기도 하였다. 이 팔정자에 심어져 있었던 나무가 회화나무[槐木]로 현재 부산시 보호수로 지정되어 있으며, 팔정자에 심어져 있던 많은 전설이 얽힌 회화나무의 상징성을 높이고자 회화나무 괴(槐) 자와 정자 정(亭) 자를 써서 "괴정" 이라는 역명이 붙여지게 되었다.

## 역 구조

### 승강장
2면 2선의 상대식 승강장을 갖춘 지하역이며, 스크린도어가 설치되어 있다. 대합실을 통해 반대편 승강장으로 이동이 가능하다. 출입구는 8개다.
| 사하 ↑ |
| \| 상  |
| ↓ 대티 |

| 상행 | ● 부산 도시철도 1호선 | 다대포해수욕장 방면   |
| 하행 | ● 부산 도시철도 1호선 | 부산역·서면·노포 방면 |

## 역 주변
- 뉴코아아울렛 괴정점
- 사하초등학교
- 부산은행 괴정동지점
- 국민은행 괴정역지점
- 사하도서관
- 동산병원
- 괴정시장
- 크로바관광호텔
- 신괴정화신맨션아파트
- 괴정자유아파트
- 괴정역 스마트W

## 승차량 변동
부산광역시 사하구에 있는 부산 도시철도 1호선의 역들 중에서 하단역 다음으로 두 번째로 이용객이 많다. 대부분 이용객들이 괴정 1·3동, 감천동, 구평동 주민들이며, 주변 유동인구도 많은 편이다. 본래는 다대동 쪽에 사는 주민들도 시내버스로 환승하여 이 역을 많이 이용했으나 2017년 4월 20일에 다대포선 연장 구간이 개통됨에 따라 다대로 연선 수요가 분산되어 이용률이 크게 감소했다.
| 역 노선 | 승차 인원 | 승차 인원 | 승차 인원 | 승차 인원 | 승차 인원 | 승차 인원 | 승차 인원 | 승차 인원 | 승차 인원 | 승차 인원 | 승차 인원 | 승차 인원 | 승차 인원 | 승차 인원 | 주석  |
| 역 노선 | 2002년    | 2003년    | 2004년    | 2005년    | 2006년    | 2007년    | 2008년    | 2009년    | 2010년    | 2011년    | 2012년    | 2013년    | 2014년    | 2015년    | 주석  |
| ------- | --------- | --------- | --------- | --------- | --------- | --------- | --------- | --------- | --------- | --------- | --------- | --------- | --------- | --------- | ----- |
| 1호선   | 13767     | 13122     | 12345     | 11365     | 10346     | 10020     | 10862     | 10772     | 10836     | 11096     | 11026     | 11058     | 11190     | 11221     | [ 3 ] |

## 사진

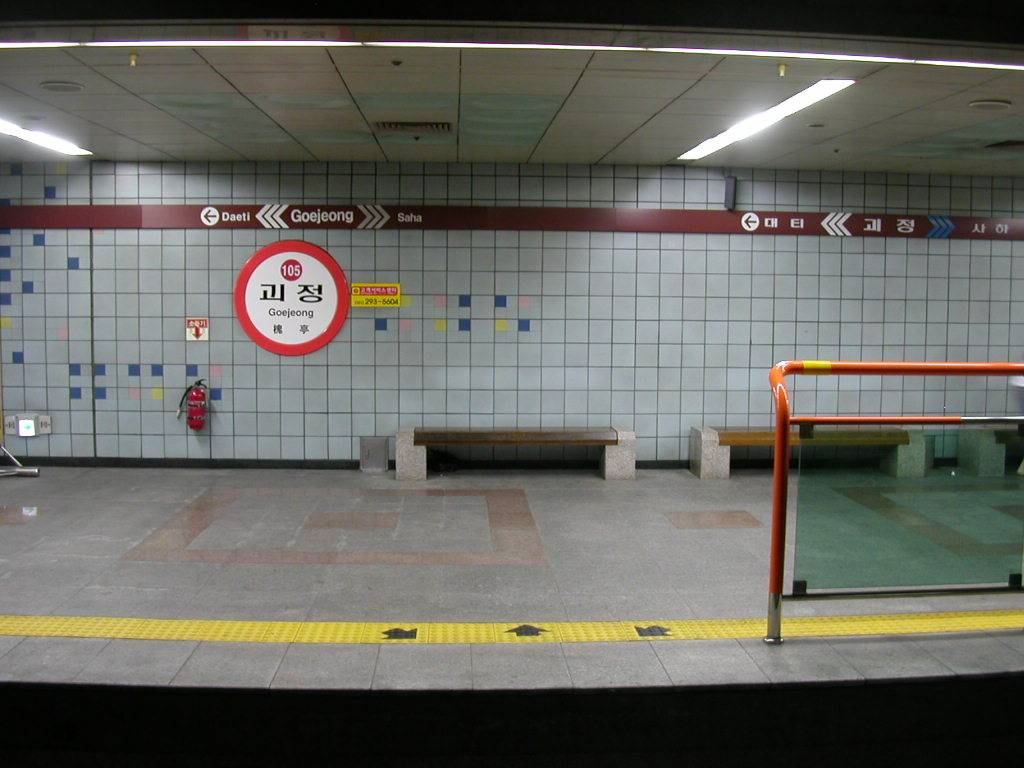
노포 방향 승강장(스크린도어 설치 전)
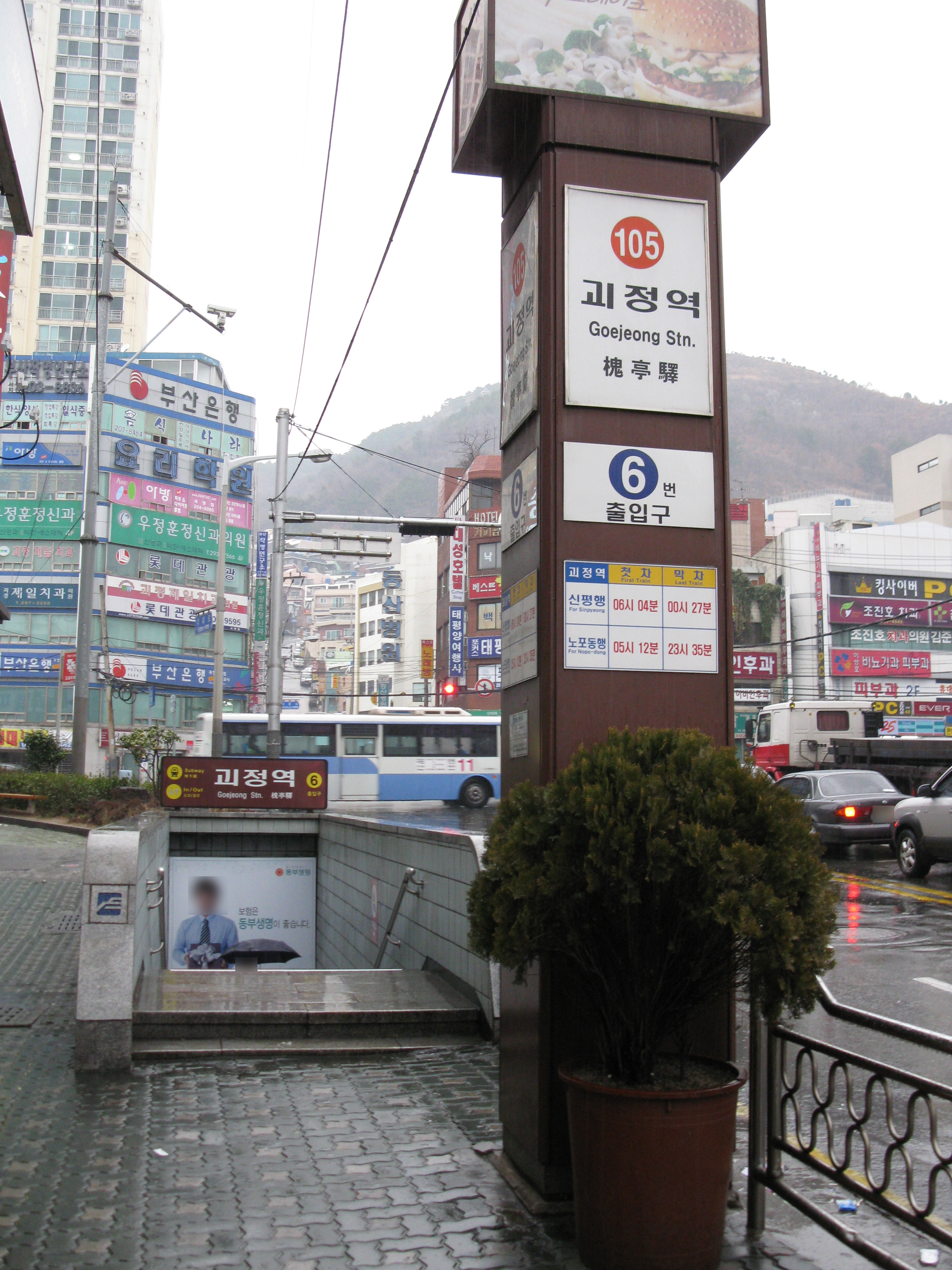
6번 출입구(리모델링 전)

## 인접한 역
| 부산 도시철도 1호선          | 부산 도시철도 1호선   | 부산 도시철도 1호선 |
| ---------------------------- | --------------------- | ------------------- |
| 104 사하 다대포해수욕장 방면 | ● 부산 도시철도 1호선 | 106 대티 노포 방면  |